# Gare de Coppet
La gare de Coppet est une gare ferroviaire du RER franco-valdo-genevois Léman Express, située à Coppet dans le canton de Vaud (Suisse).

## Situation ferroviaire
Établie à 394 mètres d'altitude, la gare de Coppet est située au point kilométrique (PK) 47,00 de la ligne Lausanne – Genève entre les gares ouvertes de Tannay et de Nyon.

## Histoire
La gare de Coppet a été mise en service le 14 avril 1858, en même temps que le tronçon Morges-Coppet de la ligne Lausanne – Genève,.
À la suite de la construction d'une troisième voie affectée au trafic ferroviaire régional, la gare de Coppet devient le terminus de la ligne Lancy-Genève-Coppet, en lien avec le réseau Léman Express, dont la gare est le terminus de quatre lignes. En décembre 2019, avec la mise en service de la ligne CEVA et de l'offre complète du Léman Express, la gare est desservie quotidiennement par un train tous les quarts d'heure. En outre, lors du même changement d'horaire, les CFF ont mis en place une liaison ferroviaire directe entre Genève et la gare du Châble baptisée « Verbier Express ». Cette liaison circule à hauteur d'un aller-retour par jour les week-ends et certains jours fériés en hiver. Coppet est desservie sur le trajet du retour, le train circulant dans l'horaire classique d'un train RegioExpress entre Saint-Maurice et Annemasse,,.

## Service des voyageurs

### Accueil
La gare est composée de deux quais, un central et un latéral côté bâtiment voyageurs, reliés entre eux par un passage souterrain, et accessibles depuis la place de la gare.

### Desserte
La gare est le terminus des trains du RER Léman Express qui la relient respectivement aux gares d'Évian-les-Bains (L1), d'Annecy (L2), de Saint-Gervais-les-Bains-Le Fayet (L3) et d'Annemasse (L4) et est desservie par les trains RegioExpress (RE) reliant la gare d'Annemasse à la gare de Vevey ou celle de Saint-Maurice.
Elle est également desservie les week-ends et certains jours fériés d'hiver par le service direct « Verbier Express » en provenance du Châble et circulant en tant que RegioExpress entre Saint-Maurice et Annemasse.

### Intermodalité
La gare est desservie par les lignes 811, 813, 814 et 891 (Afterbus) des transports publics de la région nyonnaise (TPN).